# Robles La Paz
Robles La Paz é um município da Colômbia, localizado no departamento de Cesar.